# Ростовцев, Николай Алексеевич
Николай Алексеевич Ростовцев (14 августа 1924 — 1 июня 2018) — передовик советской лесной промышленности, бригадир Ларичихинского леспромхоза Тальменского района Алтайского края Герой Социалистического Труда (1971).

## Биография
Родился в 1924 году в селе Червянка ныне Усть-Пристанского района Алтайского края.
В период Великой Отечественной войны с августа 1942 по август 1943 года воевал пулемётчиком 1270-м стрелковом полку. Был тяжело ранен в правую руку в августе 1943 года.  
В 1945 году был демобилизован. С 1948 года работал в Черняховском леспромхозе лесорубом, прицепщиком, трактористом. В 1965 году перешёл в Ларичихинский леспромхоз, где возглавил бригаду лесорубов. Бригада добилась высоких показателей. Неоднократно бригаде присуждалось звание "Лучшая бригада Министерства". Сам Николай Алексеевич проявлял себя как талантливый организатор, знающий специалист своего дела.    
Указом Президиума Верховного Совета СССР от 8 апреля 1971 года за достижение высоких показателей в лесозаготовке Николаю Алексеевичу Ростовцеву было присвоено звание Героя Социалистического Труда с вручением ордена Ленина и медали «Серп и Молот».  
Продолжал работать в лесной отрасли до выхода в 1991 году на заслуженный отдых. Являлся членом Совета старейшин при Губернаторе Алтайского края, был председателем Совета ветеранов села Ларичихи.  
Проживал в селе Ларичихи. Умер 1 июня 2018 года. Похоронен на сельском кладбище. 

## Награды
За трудовые и боевые успехи был удостоен:
- золотая звезда «Серп и Молот» (30.03.1971)
- орден Ленина (30.03.1971)
- Орден Октябрьской Революции
- Орден Отечественной войны II степени (11.03.1985)
- Орден «Знак Почёта»
- Медаль «За отвагу» (СССР)
- Медаль «За боевые заслуги»
- Медаль «За доблестный труд в Великой Отечественной войне 1941—1945 гг.»
- Медаль «За трудовую доблесть»
- Медаль «За освоение целинных земель»
- другие медали.

- Почётный гражданин Тальменского района (17.08.2001).
- Почётный гражданин Алтайского края.